# Stadion Start w Kijowie
Stadion Start – wielofunkcyjny stadion w Kijowie, stolicy Ukrainy. Został otwarty w 1939 roku.

## Historia
Stadion, wówczas pod nazwą „Zenit”, został wybudowany w latach 30. XX wieku i otwarty w 1939 roku dla pracowników pobliskiej piekarni. W trakcie II wojny światowej, podczas niemieckiej okupacji, na stadionie rozgrywano mecze piłkarskie, na które zezwolenie wydali okupanci. Jednym z nich było spotkanie rozegrane 9 sierpnia 1942 roku pomiędzy lokalną drużyną Start i zespołem Flakelf złożonym z żołnierzy Luftwaffe (zakończone wynikiem 5:3), które obrosło w legendę i jest znane jako tzw. „mecz śmierci” (tydzień po meczu piłkarze Startu zostali aresztowani, czterech z nich poniosło później śmierć z rąk Niemców, represje te uważane są za odwet za zwycięstwo w meczu).
Po wojnie stadion zmienił nazwę na „Awangard”. W 1981 roku został z kolei przemianowany na „Start”, na cześć zwycięskiej drużyny z legendarnego meczu śmierci. W tym samym roku obok stadionu odsłonięto również pomnik poświęcony piłkarzom Startu. W 2001 roku stadion uznano za obiekt o znaczeniu kulturowym. W roku 2010 arenę sprzedano jednak firmie deweloperskiej, która zamierzała zlikwidować obiekt i rozpocząć na jego terenie inwestycję. W ochronę stadionu zaangażowali się okoliczni mieszkańcy, tworząc inicjatywy obywatelskie, zachowanie obiektu obiecywał również mer Kijowa Witalij Kłyczko. Po zmiennych decyzjach sądowych ostatecznie w 2017 roku zatwierdzono decyzję o anulowaniu umowy o sprzedaży obiektu. W 2018 roku miasto ponownie stało się jego właścicielem. Planowana jest także modernizacja stadionu.